# 산성교통
산성교통은 부산광역시의 시내버스 회사이고, 본사는 부산광역시 금정구 땅곡길 6 (금성동)에 위치하고 있다.

## 역사 및 현황
- 2009년 4월 13일 : 부산광역시 금정구 장전동에서 자본금 50,000,000원으로 일광서비스 주식회사 설립. 최승탁 대표이사 취임.
- 2009년 12월 8일 : 최승탁 대표이사 사임. 김창영, 윤지혁 공동대표이사 취임.
- 2015년 12월 1일 : 상법 상 회사가 해산된 것으로 간주.[1]
- 2016년 1월 13일 : 회사가 계속 영업하고 있음을 신고하여 해산간주 사항이 말소되었다.
- 2016년 2월 11일 : 본점을 금정구 장전동에서 현 위치인 땅곡길 6 (금성동)으로 이전.
- 2017년 10월 16일 : 회사 명칭을 일광서비스 주식회사에서 대방여객 주식회사로 변경. 김창영, 윤지혁 공동대표이사 사임. 김옥상, 김제현 공동대표이사 취임.
- 2019년 2월 21일: 마을버스 운수업체인 대일교통의 강재동 대표이사가 양수하여 주식회사 산성교통으로 사명을 변경하였다.
- 2020년 11월 12일: 강재동 대표이사 사임. 장기동 대표이사 취임.

## 차고지
- 부산광역시 금정구 땅곡길 6 (금성동) (본사)(전노선 시종착 및 관리)

## 운행 중인 노선
- ● 203번 : 죽전마을(금정산성) ↔ 온천장역

## 현재 보유 차량
전 차량이 NEW BS090으로 운행한다.